# I Got a Boy (chanson)
Singles de Girls' Generation
Dancing Queen
(2012) Mr.Mr.
(2014)
I Got a Boy est une chanson du girl group sud-coréen Girls' Generation pour leur quatrième album studio coréen du même nom. Il est sorti le 1er janvier 2013 sous les labels SM Entertainment et KT Music. Produit par Yoo Young-jin et Will Simms, la chanson est décrite comme une hybride de plusieurs genres tels que la bubblegum pop, la dance et l'electropop.
I Got a Boy est un succès au niveau national, débutant au sommet du Gaon Digital Chart et en vendant plus de 1,3 million de copies digitales en Corée du Sud en 2013. À l'international, la chanson a surtout reçu des commentaires positifs de la part des critiques musicaux, qui ont su apprécier les sons éclectiques et qui ont qualifié la chanson comme un « phénomène » qui pourrait concourir les chanteurs occidentaux connus tels que Katy Perry ou One Direction. La meilleure place du single dans le Japan Hot 100 sera la 98e et il se classera même 3e dans le US World Digital Songs.
Un clip pour la chanson a été tourné en octobre 2012. On y trouve des mouvements de danse inspirés du hip-hop, la chorégraphie étant de l'Américain Nappytabs. Le clip a remporté le prix de Vidéo de l'Année aux 1ers YouTube Music Awards en 2013, qui a battu des nommés comme Justin Bieber et Psy, malgré le fait que le groupe était considéré comme peu connu de l'audience occidentale à cette époque.

## Contexte et composition
I Got a Boy a été écrite par les compositeurs européens Will Simms, Sarah Lundbäck Bell et Anne Judith Wik, avec le compositeur coréen Yoo Young-jin, qui est également un collaborateur de longue date avec Girls' Generation. La chanson a été enregistrée au studio Boomingsystem de SM Entertainment et a été produite par Will Simms et Yoo Young-jin.
I Got a Boy est une chanson K-pop décrite comme un mélange éclectique de plusieurs genres. Selon le magazine américain Billboard, le morceau comporte des éléments d'electropop et de drum and bass minimale. En faisant la critique de l'album I Got a Boy pour la même publication, Jeff Benjamin a noté que la chanson contenait également des éléments dubstep. Durant ce temps, Nick Catucci de Rolling Stone a fait remarquer que "I Got a Boy" était faite d'un éventail de genres allant du R&B minimal à de la dance au tempo soutenu. Écrivant pour Time, Douglas Wolk a décrit le morceau comme un hybride "monomaniaquement charmant" de bubblegum pop, de dubstep et de hard rock. David Jefferies de AllMusic a caractérisé "I Got a Boy" comme un mélange de dubstep, d'EDM et de pop-rap.

## Promotion
Le 1er janvier 2013, Girls' Generation ont interprété I Got a Boy pour la première fois lors de leur comeback spécial sur MBC Girls’ Generation’s Romantic Fantasy. Pour promouvoir la chanson, le groupe est apparu dans plusieurs émissions sud-coréennes en 2013, notamment le M! Countdown sur Mnet, le Music Bank sur KBS, le Music Core sur MBC, et Inkigayo sur SBS,,.
Le clip de la chanson a été réalisé par Hong Won-ki pour Zanybros, et la danse a été chorégraphiée par Nappytabs, qui avait déjà travaillé avec d'autres groupes du label tels que TVXQ et BoA. Il a été diffusé sur Mnet et est sorti sur la chaîne YouTube de SM Entertainment le 1er janvier 2013.
Selon Liza Darwin de MTV, les costumes présents dans le clip intégraient des vêtements de streetwear fashion tels que des éléments de la collection Kenzo x Opening Ceremony, l'Adidas Collection de Jeremy Scott et des leggings imprimés, le T-shirt « Good Vibe » de Stussy, le ras du cou « OG Basic » de Obey et la veste d'équipe universitaire de Joyrich. Dans la scène de la soirée pyjama, on voit les filles porter des pièces du label anglais indépendant Lazy Oaf. Le style vestimentaire du clip a été décrit comme « une explosion kaléidoscopique de streetwear », et le clip en lui-même comme "un tourbillon de mode". Clyde Barretto du magazine Prefix a souligné que le clip était « plus coloré qu'un arc-en-ciel » et qui contenait des mouvements de danse « attrayants » et "ampoulés".
Le clip a été un succès immédiat sur YouTube, dépassant les vingt millions de vues en six jours et devenant ainsi la vidéo K-pop à atteindre aussi rapidement un tel nombre de vues après ce temps de sortie. Il a depuis généré plus de cent millions de vues sur YouTube, devenant le deuxième clip le plus vu du groupe, juste après Gee.

## Réception

### Réception nationale
I Got a Boy est un succès dans le pays du groupe. Il a débuté au sommet du Gaon Singles Chart la semaine du 30 décembre 2013, vendant 319 824 copies durant sa première semaine. La semaine suivante, le single tombe à la 4e place, vendant 242 803 copies. Le single a vendu plus de 1,35 million de copies en Corée du Sud en 2013, devenant le 13e single le plus vendu de l'année dans le pays. Dans le Korea K-Pop Hot 100, "I Got a Boy" a débuté à la 36e place la semaine du 12 janvier 2013. La semaine d'après, le single a pris la première place du classement et a gardé cette place pour une semaine de plus,.
La chanson a été nommée pour le prix de la Chanson de l'année aux Mnet Asian Music Awards de 2013. Elle a été un succès sur les émissions musicales coréennes, atteignant le top spot au M! Countdown et au Music Bank (trois semaines consécutives),.

### Réception internationale

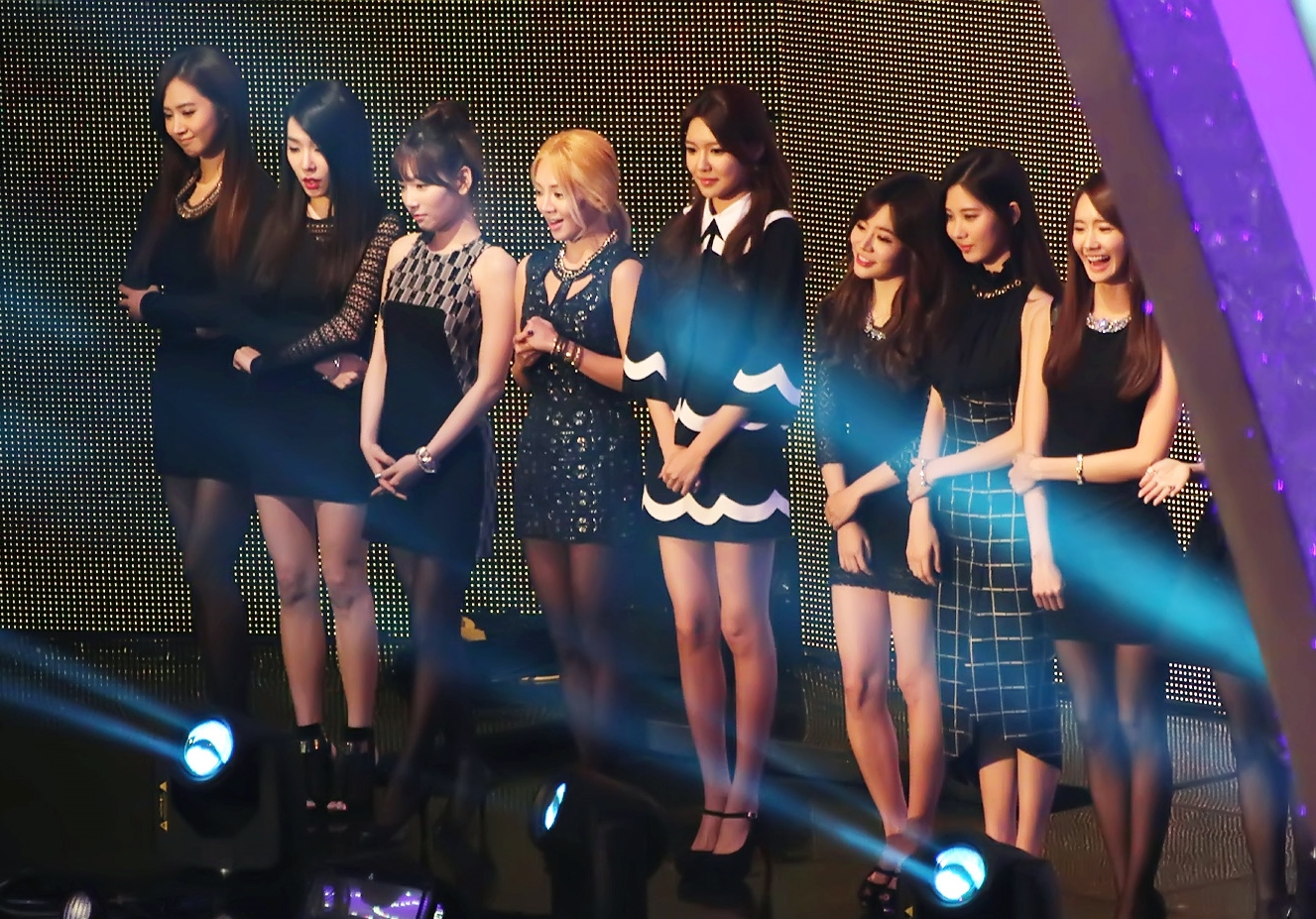
Girls' Generation aux Seoul Music Awards de 2014

Au niveau international, I Got a Boy a principalement reçu des avis positifs de la part des critiques musicales. Le critique musical Randall Robert du Los Angeles Times a qualifié la chanson d'« hymne éparpillé » et d'« un joyeux chaos » pouvant "indiquer la future trajectoire de la musique pop" Le chroniqueur de Billboard K-Town Jeff Benjamin a qualifié la chanson comme "l'un des titres pop les plus avant-gardistes entendu dans n'importe quel pays" pour son intense mélange de plusieurs sons et mélodies, et a fait l'éloge des Girls’ Generation pour "[avoir mis] la barre aussi haut pour la pop en 2013",. L'équipe de rédaction d'Entertainment Weekly a choisi I Got a Boy comme la « piste clé » des Girls' Generation et a classé le groupe comme l'un des quinze « artistes à suivre » en 2013.
Nick Catucci de Rolling Stone a décrit la chanson comme "une musique sur laquelle faire sa routine de gymnastique". En faisant la critique de l'album I Got a Boy pour AllMusic, David Jefferies a nommé I Got a Boy comme le highlight de l'album. Time a classé "I Got a Boy" à la 5e place de leur Top 10 des Chansons de l'année, la dépeignant comme un "phénomène pop" pouvant rivaliser avec One Direction et Katy Perry. En août 2014, Jakob Dorof de Pitchfork a listé la chanson dans sa liste des 20 chansons K-pop essentielles, écrivant que "I Got a Boy" a aidé à "prouver le côté aventureux de l’auditorat K-pop". "I Got a Boy" est devenu le 4e meilleur single en termes de vente aux États-Unis en 2013, derrière Gangnam Style et Gentleman de Psy et Fantastic Baby de Bigbang.
Le clip pour I Got a Boy a remporté le prix de la Vidéo de l'année aux premiers YouTube Music Awards qui s'est déroulé le 3 novembre 2013 à Pier 36 à New York. Après cet événement, les Girls' Generation ont reçu une quantité considérable de feedback négatif de la part de l'audience occidentale car le groupe n'était pas très connu aux Etats-Unis comparé à d'autres nommés dans la même catégorie tels que Psy, Justin Bieber et Lady Gaga,. En raison de cette controverse, le clip a gagné plus de 86 000 vues le jour de la cérémonie et 25 000 le jour d'avant. Cinq jours après leur victoire, leur audience a augmenté de 327%.

## Classements
| Classement (2013)                    | Meilleure position |
| ------------------------------------ | ------------------ |
| Billboard K-Pop Hot 100              | 1                  |
| Japan Hot 100                        | 98                 |
| Corée du Sud (Gaon)                  | 1                  |
| U.S. World Digital Songs (Billboard) | 3                  |

### Classements de fin d'année
| Chart (2013)            | Position |
| ----------------------- | -------- |
| Billboard K-Pop Hot 100 | 20       |
| Corée du Sud (Gaon)     | 13       |